# Dorestad

Dorestad y la región frisia.

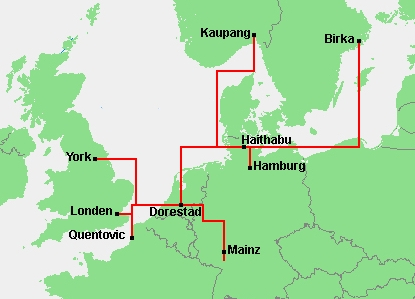
Principales rutas comerciales del Mar del Norte en el.

Dorestad fue un emporium o asentamiento comercial frisón durante los siglos VII al IX. Estaba situado en la desembocadura del Rin, en su confluencia con el río Lek, al sureste de Utrecht, junto a la actual población de Wijk bij Duurstede (Países Bajos).

## Historia
Mencionada por primera vez en el año 689, Dorestad fue el principal centro del comercio frisón. Formaba parte de los nuevos establecimientos comerciales que aparecieron por esta época en la zona del mar del Norte y el Báltico, junto con Ribe, Hedeby, Quentovic, Birka y Hamwith. Entre los principales productos que pasaban por Dorestad se encontraba el vino del valle del Rin.
Tuvo un carácter puramente comercial: no presenció ninguna fundación religiosa notable y duradera, ni estuvo jamás dotado de fortificaciones importantes. No obstante, tuvo una importante casa de moneda, y se conoce a un monedero de Dorestad de época merovingia, un tal Madelinus (c. 640). Con posterioridad, la casa de moneda emitió sceattas y moneda carolingia.
Dorestad dejó de existir a causa de los sucesivos ataques de los vikingos, que saquearon la ciudad en siete ocasiones a lo largo de treinta años (834, 835, 836, 837, 844, 857 y 863). El asentamiento declinó rápidamente hacia el año 850, y sus funciones comerciales fueron asumidas por las ciudades de Deventer, Tiel an der Waal y Utrecht. Fue capital del Reino vikingo de Dorestad (850-885).
Aunque al parecer se convirtió en una modesta comunidad agrícola, en un documento de 896 el rey Zuentiboldo de Lotaringia aún se refiere a los derechos y privilegios de Dorestad. Los restos de la ciudad han sido parcialmente destruidos por el río.